# Station Dore and Totley
Dore and Totley is een spoorwegstation van National Rail in Sheffield in Engeland. Het station is eigendom van Network Rail en wordt beheerd door Northern Rail. 